# 曼島鎊
曼島鎊是曼島的流通貨幣。由曼島當地政府發行。輔幣單位便士，1鎊=100便士。其幣值與英鎊維持1：1的匯率。曼島鎊在英國不是法定貨幣，也不在國際貨幣市場通行，但其紙鈔在部分英國銀行可以兌換成英格蘭銀行發行的英鎊。
根據ISO 4217，曼島鎊並沒有自己的代碼，但是很多人習慣將其稱為IMP。1971年，曼島鎊與英鎊同時轉換為10進制貨幣。

## 外部連結
- 唐的世界硬币画廊：Isle of Man
- 罗恩·怀斯的世界纸币：Isle of Man 镜像网站
- 环球货币历史：Isle of Man
- 《环球金融资料》货币历史表格（ 微软试算表格式）
- 马恩岛的钞票 （页面存档备份，存于） （英文）（德文）（法文）